# Rascafría
Rascafría település Spanyolországban, Madrid tartományban. Rascafría Alameda del Valle, Canencia, Miraflores de la Sierra, Soto del Real, Manzanares el Real, San Ildefonso, Palazuelos de Eresma, Trescasas, Torrecaballeros, Basardilla, Santo Domingo de Pirón és Cabanillas del Monte községekkel határos. Lakosainak száma 1707 fő (2024).

## Népesség
A település népessége az utóbbi években az alábbiak szerint változott:
| Lakosok száma | 1637 | 1606 | 2053 | 1998 | 1956 | 1798 | 1672 | 1664 | 1736 | 1707 |
|               | 2001 | 2004 | 2007 | 2009 | 2012 | 2014 | 2017 | 2019 | 2022 | 2024 |